# Liège Basket in het seizoen 2021/22
Het seizoen 2021/2022 was het 22e jaar in het bestaan van de Luikse basketbalclub Liège Basket sinds de fusie in 2000. 

## Verloop
De club kwam uit in de nieuw opgerichte basketbalcompetitie van Nederland en België, de BNXT League. Luik verloor al in de eerste ronde van de BNXT League waar ze onderuit gingen tegen Phoenix Brussels. In de Beker van België verloren ze verrassend in de zestiende finales van derdeklasser BC Falco Gent. De club eindigde negentiende op eenentwintig ploegen na de reguliere competitie. Na het seizoen kreeg de club aanvankelijk geen licentie voor het volgende seizoen, maar in juni kregen ze die toch.

## Ploeg
Antwerp Giants ·
Apollo Amsterdam ·
Aris Leeuwarden ·
BAL ·
Union Mons-Hainaut ·
Den Helder Suns ·
Donar ·
Feyenoord ·
Heroes Den Bosch ·
Kangoeroes Basket Mechelen ·
Landstede Hammers ·
Leuven Bears ·
Liège Basket ·
Limburg United ·
Okapi Aalst ·
Oostende ·
Phoenix Brussels ·
Spirou Charleroi ·
The Hague Royals ·
Yoast United ·
ZZ Leiden